# 电话里的童话
《电话里的童话》（義大利語：Favole al telefono）是意大利儿童文学作家贾尼·罗大里1962年出版的故事集，由70则短篇童话组成。

## 引言
彼安吉先生（Bianchi）来自瓦雷澤，是一家药厂的业务代表，一个星期有六天都要出差在外推销药品。他出门前，小女儿总会说：“爸爸，每天晚上要记得给我讲一个故事哦！”
就这样，每天晚上九点整，彼安吉先生不管在哪里，都会准时打长途电话给小女儿，讲一个晚安童话。这本书所收集的，就是这些童话。

## 中文译本
- 贾尼·罗大里. . 当代外国文学丛书. 由俞克富翻译 (外国文学出版社). 1982年. CSBN 10208·116 （中文）.
- 贾尼·罗大里. . 国际安徒生奖获奖作家书系. 由张密 / 张守靖翻译 (河北少年儿童出版社). 2001年5月. ISBN 9787537620130 （中文）.
- 贾尼·罗大里. . 国际大奖小说丛书. 由张密 / 张守靖翻译 (新蕾出版社). 2007年1月. ISBN 9787530739471 （中文）.
- 贾尼·罗大里. . 罗大里儿童文学全集. 由亚比翻译 (中国少年儿童出版社). 2014年8月. ISBN 9787514819106 （中文）.